# 日進化成
日進化成株式会社（英: NISSHIN & CO.,LTD.）は東京都中央区に本社を置く、化学系専門商社。1958年創業。別事業として建築資材販売、不規則充填物販売（大阪営業所）も行う。

## 概要
セルロース誘導品（エチルセルロース）、フッ素ケミカル、その他化学品、医薬品添加剤、各種化粧品原料、建築資材、不規則充填物（大阪営業所）の販売。

## 沿革
- 1958年
  - 東京都中央区日本橋2丁目塚田ビルにおいて資本金50万円にて小山紀一が日進化成株式会社を設立。
  - 2月　代表取締役社長に就任。
  - The Dow Chemical Companyのメチル、エチルセルロースの関東地区 総代理店として業務を拡大する。
- 1959年
  - 三菱モンサント化成、三菱油化の原料並びに半製品の販売を開始する。
  - 高砂香料工業より各種香料の合成、調合また輸入業務を委託されTAKASAGO U.S.A.との取引をはじめる。
  - 日本触媒の代理店、日本油脂（現、日油）の販売店となり油剤、グリセリン等の工業油脂の国内販売を開始する。
- 1961年
  - 信越化学工業のメチルセルロース国産化（メトローズ）により、その代理店となる。
- 1963年
  - メトローズ特殊タイプ「TC5」の独占販売権を獲得する。
- 1964年
  - 大阪市西区土佐堀通りに、大阪営業所を開設する。
- 1967年
  - 日本油脂（現、日油） 油化事業部に実績が認められ、販売店から代理店に昇格し、また、同社の食用油脂事業部の支援を得て、食用油脂の販売をはじめる。
- 1968年
  - The Dow Chemical Companyの資本参加を受け、強力な支援のもとにDow製品の、より一層の市場開拓に取り組む。
- 1969年
  - 日本油脂（現、日油） 食用油脂事業部 代理店に起用される。
- 1970年
  - Dowクロロセンをはじめとする洗浄剤の販売拡大の為、千葉県柏市に月産180tの蒸留再生工場を開設する。
- 1974年
  - ダイキン工業のフッ素系溶剤 ダイフロンソルベントの販売実績により、住友商事と代理店契約を締結する。
- 1975年
  - Dowクロロセンの旭ダウにおける国産化に伴い、旭ダウと代理店契約を締結する。
  - 東京都中央区日本橋3丁目に本社を移転する。
- 1976年
  - 法改正により、千葉県の産業廃棄物収集運搬業並びに中間処理業の許可を取得、また関東全域から収集運搬業の許可を取得する。
  - The Dow Chemical Companyの保有する株式が信越化学工業に移譲される。
  - 信越ポリマーより、食品用途等に使用する透明ポリプロピレンの販売を委託される。
- 1978年
  - 化学工業薬品拡販の為、毒物劇物一般販売業の許可を取得する。高圧ガス販売業の許可を取得する。
- 1981年
  - 医薬品業界に進出の為、医薬品販売業の許可を取得する。
- 1983年
  - 旭ダウが旭化成に吸収合併され、旭化成との取引関係に移行する。
  - ダイキン工業 化学事業部と一次店契約を締結する。
  - 東北地区における営業の拡大に伴い、宮城県仙台市青葉区に仙台営業所を開設する。
- 1987年
  - 信越化学工業の保有する株式が返還される。
- 1988年
  - 郡山化学品販売設立。福島県における無機工業薬品の販売に着手する。
  - 日本環境衛生システムを設立し、感染性廃棄物、クリーニングスラッジ等の特別管理産業廃棄物の収集運搬事業をはじめる。それに伴い本社に環境システム部を新設する。
  - 代表取締役社長に故 平野宏 就任。
- 1989年
  - 東京都港区三田に分室を開設し、環境システム部　三田分室とする。
- 1992年
  - 柏工場を閉鎖する。
- 1993年
  - 進和パック設立。
  - 柏工場閉鎖に伴い、以前より柏工場で生産していた業務用クリーナーの生産を進和パックに移管する。
- 1994年
  - 代表取締役社長に　神原正　就任。
- 1995年
  - 柏工場跡地、売却。
- 1996年
  - 日本環境衛生システムを、ジェスに社名変更する。
  - 建築材料事業に進出する。
- 1997年
  - 進和パックを、アステスに社名変更する。
- 1998年
  - 創業者の小山紀一が死去。
- 2002年
  - 仙台営業所を福島県須賀川市の郡山化学品販売内に移転し、東北事業所として東北6県及び新潟県の販売を統括する。
- 2004年
  - 東京医療廃棄物処理協同組合設立。主要メンバーとなる。
- 2005年
  - 循環型社会実現のため、企業の社会的責務として、環境マネジメントの国際標準規格「ISO14001」認証取得。
- 2006年
  - カロラント クロマティックスの代理店として国内販売業務を拡大する。
- 2008年
  - 創業50周年を迎える。
- 2009年
  - 郡山化学品販売を吸収合併する。
- 2013年
  - 物流資材本部、東日本物流センター、西日本物流センターを新設し、備品管理事業に進出する。
- 2014年
  - 化粧品製造販売業の許可取得し製造本部を新設する。産業廃棄物・特別管理産業廃棄物の収集運搬事業から撤退する。
  - 代表取締役社長に小山裕二が就任。
- 2016年
  - 8月1日、東京都中央区日本橋本石町３丁目に本社を移転する。（現住所）
- 2018年
  - 創業60周年を迎える。

## 主な商品
[ファインケミカルズ本部 化成品部]
- ETHOCEL™（エトセル）【DDP代理店】
- エチルセルロース溶解液及び樹脂溶解液
- セルロース誘導品（水溶性高分子）
- アクリルモノマー 高分子ポリマーPOLYOX™（PEO）
- 汎用樹脂・成形品・シリコーン成形品
- 有機過酸化物・脂肪酸誘導体及び界面活性剤

[ファインケミカルズ本部 医薬ファイン部]
- 化粧品原料
- 医薬品添加剤

[パフォーマンスケミカルズ本部 機能化学品部]
- フッ素系離型剤【ダイキン工業代理店】
- カラーマスターバッチ・コンパウンド
- PEEK
- 各種フッ素ケミカル製品
- シリカ
- 業務用クリーナー
- 工業用洗浄剤

[大阪営業所]
- 金属製充填物
- 樹脂製充填物
- セラミック製充填物
- 実験用充填物
- 規則性充填物
- 金属製、樹脂製濡性改善充填物

[(株)アステス]
- 清浄用化粧品 各種洗剤 消臭剤調合
- 業務用スクラブハンドソープ（化粧品グレード）
- 業務用クリーナー（アルコール系ノニオン）
- 業務用洗剤（アルカリ・中性・酸性）
- OAクリーナー原液
- 業務用殺菌・抗菌・消臭スプレー

[物流資材本部 建築資材一部]
- カスタマイズ建材

[物流資材本部 建築資材二部]
- 建築資材の受発注窓口業務の受託

## 事業所
- 本社

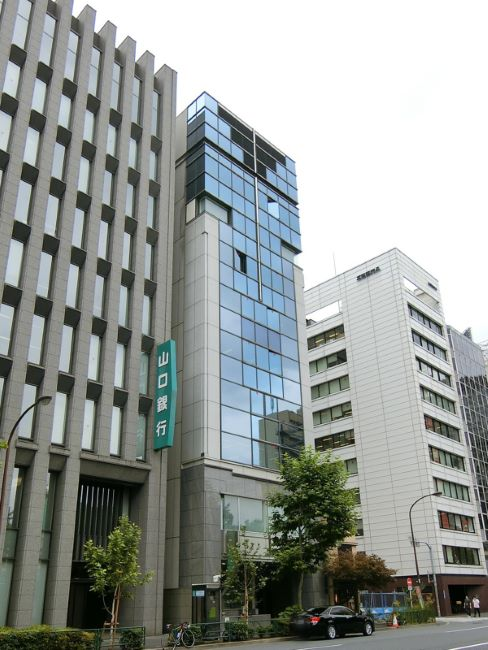
5階に本社が入居している（日本橋トークビル）

  - 〒103-0021 東京都中央区日本橋本石町3-3-5 日本橋トークビル5階
- 大阪営業所
  - 〒541-0056 大阪府大阪市中央区久太郎町1丁目9-29 東本町ビル3階
- 東北分室
  - 〒962-0041 福島県須賀川市横山町97（横山工業団地内）
- 東日本物流センター
  - 〒366-0051 埼玉県深谷市上柴町東2丁目33番5号
- 西日本物流センター
  - 〒578-0901 大阪府東大阪市加納7丁目21番21号